# Selenops micropalpus
Selenops micropalpus là một loài nhện trong họ Selenopidae.
Het dier có ở zuidelijke eilanden van de Kleine Antillen.
Loài này thuộc chi Selenops. Selenops micropalpus được Martin Hammond Muma miêu tả năm 1953.